# فرودگاه کوروو
فرودگاه کوروو (به انگلیسی: Corvo Airport) (به زبان بومی: Aeródromo de Corvo) یک فرودگاه همگانی مسافربری با کد یاتا CVU است که یک باند فرود آسفالت دارد و طول باند آن ۸۰۰ متر است. این فرودگاه در کشور پرتغال قرار دارد و در ارتفاع ۱۹ متری از سطح دریا واقع شده‌است.

## شرکت‌های هواپیمایی و مقصدهای پروازی
| شرکت‌های هواپیمایی | مقصدهای پروازی         |
| ----------------- | ---------------------- |
| ساتا ایر آسوریس   | فلورس، هرتا، لایس فیلد |